# Innanför eller utanför
Innanför eller utanför är en psalm med text av Oscar Halloff och musiken är skriven av okänd upphovsman.

## Publicerad i
- Segertoner 1988 som nr 493 under rubriken "Att leva av tro - Kallelse - inbjudan".[1]